# ルンガ・ポイント (護衛空母)
ルンガ・ポイント (USS Lunga Point, CVE-94) は、アメリカ海軍の護衛空母。カサブランカ級航空母艦の40番艦。艦名はガダルカナル島北部のルンガ岬に因んで命名された。

## 艦歴
当初「アラゾン・ベイ (Alazon Bay) 」の艦名でワシントン州バンクーバーのカイザー造船所で1944年1月19日起工する。1944年4月11日にメアリー・エリザベス・マッケイ夫人によって進水し、1944年5月14日にG. A. T・ウォッシュバーン艦長の指揮下で就役した。
1944年の初夏に短期間訓練を行った後、「ルンガ・ポイント」はニューギニアに向けて陸軍の爆撃機を輸送し、帰路は戦闘で損傷したP-47戦闘機を本国へ運搬した。その後第29空母部隊に加わった「ルンガ・ポイント」は1944年10月6日にサンディエゴを出航し、真珠湾、エニウェトク環礁、コッソル水道経由でレイテ湾上陸に参加する。11月13日から22日まで作戦参加した輸送艦艇に対する上空援護を担当した。11月23日に艦隊を離れマヌス島に向かい、ルソン島攻略戦の準備に入る。
「ルンガ・ポイント」は12月27日にマヌス島を出航し、リンガエン湾への上陸を行うアメリカ第6軍に対する航空支援を行う。1945年1月4日に1機の日本軍機を撃墜する。同日僚艦の「オマニー・ベイ (USS Ommaney Bay, CVE-79) 」が神風の攻撃で沈没している。「ルンガ・ポイント」は14回の敵攻撃を受けながらも、1月6日にリンガエン湾沖に到着し、11日間に及ぶ航空支援攻撃で一日約40回の出撃を行った。1月17日に任務を離れウルシー環礁に帰還する。
1月23日から2月10日まで「ルンガ・ポイント」は硫黄島侵攻作戦の準備を行い、作戦は2月16日に開始した。この頃、第三航空艦隊（寺岡謹平中将）はアメリカ艦隊への反撃作戦をいくつか講じていたが、彼我の戦力差などを考慮して「少数機の部隊を小刻みに発進させて奇襲を行う」という戦法に決定した。これを受け、第六〇一海軍航空隊は彗星12機、天山8機、零戦12機を攻撃隊として用意して「第二御楯特別攻撃隊」と命名し、八丈島を中継して攻撃することとなった。第二御楯特攻隊は2月20日に最初の出撃を行ったが悪天候で引き返し、天候が持ち直した翌2月21日に再び出撃。八丈島に到着後、部隊は5つに小分けされ、15分間隔で硫黄島近海に向かって出撃していき、これまでの攻撃で空母「サラトガ (USS Saratoga, CV-3) 」を大破させていた。「ルンガ・ポイント」は僚艦「ビスマーク・シー (USS Bismarck Sea, CVE-95) 」らとともに硫黄島の東方海上にあった。
日没後、「ビスマーク・シー」の見張りは水平線上に接近してくる3つの目標を発見。この目標は「ルンガ・ポイント」に照準を定めているように見えたが、1機は「ビスマーク・シー」の対空砲火で撃墜。残る2機の特攻機が「ビスマーク・シー」に急速に接近してきたが、一部の機関砲および機銃は射程内に「ルンガ・ポイント」が入ってきたため発砲できなかった。間もなく「ビスマーク・シー」に1機の特攻機が命中し、続けさまに特攻機か通常爆撃によって被害が拡大した「ビスマーク・シー」は15分で沈没していった。「ルンガ・ポイント」は三機の天山に襲撃されたものの、1機は撃墜して残る2機は魚雷を発射したものの、幸運な事に艦首と艦尾をかすめていった。艦尾方向に魚雷を発射した天山は、攻撃後翼端が艦橋後部に接触。機体は飛行甲板上を滑っていって海中に転落し、飛行甲板上に火を撒き散らしたもののすぐに消し止められ、攻撃による死傷者も出なかった。「ルンガ・ポイント」はこれ以上の被害を受けなかった。3月8日までに硫黄島の飛行部隊は完全に機能するようになり、艦艇は沖縄攻略準備のためにウルシー環礁に帰投した。
「ルンガ・ポイント」は補給を受けた後、3月21日にウルシー環礁から、クリフトン・スプレイグ少将率いる前線部隊に配置換えされる。3月24日から6月27日までは艦載機部隊により航空援護及び地上攻撃を担当し、しばしば特攻攻撃を退けた。沖縄戦における任務を完了すると6月27日にレイテ島に帰還する。
7月前半には第95.3任務群（ジェシー・B・オルデンドルフ中将）に加わって沖縄西方で掃海任務に従事し、8月には上海から中国沿岸で展開。8月6日には護衛空母「マキン・アイランド (USS Makin Island, CVE-93) 」および「ケープ・グロスター (USS Cape Gloucester, CVE-109) 」の航空機とともに、定海など中国沿岸の日本軍拠点に対する航空攻撃も実施した。これらの任務は8月7日に完了し、「ルンガ・ポイント」は中城湾に向かい、同所で日本降伏の報を知る。
8月後半に「ルンガ・ポイント」は第5艦隊（レイモンド・スプルーアンス大将）に編入され、和歌山及び長崎の港から収容されていた連合軍捕虜を輸送する任務に従事する。9月19日に760名の各国捕虜を沖縄に輸送する。10月の前半には東京湾への入港を命じられ、その途中、10月2日に行方不明となったウィリアム・D・サンプル少将と彼の搭乗した哨戒機の捜索任務に従事する。東京湾を10月28日に出航し、11月7日に真珠湾に到着する。その後サンディエゴへ向けて出航、11月15日に到着し、数度の太平洋巡航を行った後1946年の初めに西海岸へ移動する。
「ルンガ・ポイント」は1946年10月24日に退役し、太平洋予備役艦隊タコマ・グループで保管される。1955年6月12日にCVU-94（雑役空母）に艦種変更され、1959年5月7日にはAKV-32（貨物航空機運搬艦）に再変更された。1960年4月1日に除籍され、1960年8月3日にサンディエゴでハイマン・ミハエルズ社にスクラップとして売却された。
「ルンガ・ポイント」は第二次世界大戦の戦功で5つの従軍星章および1個の殊勲部隊章を受章した。